# Lockdown – Unschuldig im Knast
Lockdown – Unschuldig im Knast (Originaltitel: Lockdown) ist ein US-amerikanisches Filmdrama des Regisseurs John Luessenhop aus dem Jahr 2000 mit Richard T. Jones, Master P und Gabriel Casseus in den Hauptrollen.

## Handlung
Der Farbige Avery Montgomery hat nach eineinhalb Jahren an der Fachhochschule einen Aushilfsjob angenommen, um in New Mexico Geld für seine junge Familie, seine Freundin Krista und den gemeinsamen kleinen Sohn Jordan, zu verdienen und um seinem großen Hobby, dem Schwimmen, nachzugehen. Nach einem besonders herausragenden Wettkampfsieg im Schwimmen, bei dem er von seinen farbigen Freunden Cashmere und Dre mit „Nigger“-Rufen angefeuert wird, bietet ihm der College-Talentsucher Charles Pierce ein Stipendium an.
Avery beschließt, in dieser Nacht mit Cashmere und Dre, die er schon seit seiner Kindheit kennt, seinen Sieg zu feiern. Ausgelassen und singend fahren sie mit Cashmeres Cabrio durch die Nacht. „Broadway“, ein bei Cashmere verschuldeter Gangster, hinterlässt vorher in dessen Wagen die Tatwaffe aus einem zuvor begangenen Raubmord an einer Mitarbeiterin eines Drive-in-Restaurants. Plötzlich entdeckt Dre die Waffe auf dem Autoboden, die aber keinem der drei Freunde gehört. In diesem Moment werden sie von einer Polizeistreife angehalten, da ihr Fahrzeug der Beschreibung des Täter-Fahrzeugs entspricht. Als die Polizei sie auffordert, mit erhobenen Händen aus dem Wagen zu steigen, wird sie von Cashmeres Hund angegriffen, sodass sie das Tier kurzerhand erschießt. Daraufhin verliert Cashmere die Fassung und richtet die Waffe aus dem Auto auf die Polizistin, die schießt in der Folge auf ihn und verwundet ihn an der Schulter. Daraufhin werden alle verhaftet.
Die drei Freunde kommen vor Gericht und werden aufgrund der Tatwaffe und fehlerhaften Zeugenaussagen unschuldig als Mörder verurteilt und zusammen in dasselbe Gefängnis gesperrt. Jeder der drei erlebt seinen Haftantritt anders. Cashmere kann sich im Gefängnis behaupten und schließt sich sofort der gefährlichen Schwarzen-Gang von „Clean Up“ an. Avery teilt sich seine Zelle mit dem klugen schwarzen Malachi Young, der nur noch zwei Monate abzusitzen hat. Dre, der Schwächste der drei Freunde, wird von seinem weißen Zellengenossen „Graffiti“ brutal geschlagen und vergewaltigt.
Clean Up genießt Respekt in seiner Bande, denn er kann alles besorgen, was Gefangene begehren, vor allem Drogen. Sein „Geschäft“ wird sogar durch einen korrupten Beamten gedeckt. Die Gang von Graffiti versucht mit Clean Up beim Drogenhandel zu konkurrieren, muss jedoch einen Rückschlag verkraften, als Nuke, eines ihrer Mitglieder, von der Clean Up Gang getötet wird.
Nach einer Schlägerei zwischen Dre und Graffiti, in die sich Avery und Malachi Young einmischen, um Dre zu retten, wird die Situation zunehmend angespannter.
Malachi Young übernimmt gegenüber einer Untersuchungskommission die Schuld und wird, nach Abschied von Avery, in ein Hochsicherheitsgefängnis verlegt.
Inzwischen hat jemand die Drogenkuriere von Clean Up verraten. Clean Up gibt Cashmere die Schuld, der in Clean Ups Auftrag versucht hatte, Avery für den Drogenhandel mit anzuwerben. Verraten wurde die Gang jedoch, was diese nicht weiß, von Cashmeres Zellengenossen, der das Anwerbungsgespräch belauscht hat. Daraufhin droht Clean Up damit, Cashmere zu töten, falls er nicht den vermeintlichen Verräter Avery tötet.
Bei einem Gefängnis-Chor-Konzert nutzt Dre die Gelegenheit und ersticht Graffiti mit einem Messer. Der korrupte Gefängniswärter, der mit Graffitis Gang zusammenarbeitet, erschlägt daraufhin Dre mit einem Schlagstock.
In der Zwischenzeit versucht Averys Freundin Krista – mit der von Charles Pierce und dessen Tochter, der Anwältin Marisa angebotenen Hilfe – Averys Unschuld zu beweisen, indem sie mit Broadway im Gefängnis spricht. Broadway, der wegen eines weiteren Delikts in einem anderen Gefängnis sitzt, erhängt sich und hinterlässt einen Brief, in dem er seine volle Schuld an dem Mord im Drive-in-Restaurant eingesteht. Marisa reicht den Brief beim Richter ein, damit dieser die Unschuld von Avery feststellt.
Bei einem Hofgang kommt es zu einem Gefängnisaufstand, innerhalb dessen Cashmere beabsichtigt, Avery anzugreifen. Auch Clean Up greift in das Geschehen ein und möchte Avery ebenfalls attackieren. Zuvor wird Clean Up jedoch von Cashmere getötet, weil dieser sich besinnt und dafür entscheidet, seinem alten Freund Avery beizustehen, nachdem er ihn bereits fast selbst getötet hätte. Daraufhin bittet Cashmere Avery um Vergebung. Avery vergibt Cashmere, und sie wollen sich umarmen. Da Cashmere aber noch ein Messer in der Hand hat, nimmt ein Gefängniswärter an, dieser wolle Avery erstechen. Der Wärter erschießt Cashmere. Bevor noch mehr passieren kann, kommen Gefängniswärter zu Avery und führen ihn weg.
Nach erfolgter Rehabilitation wird Avery aus dem Gefängnis entlassen und kann endlich wieder zu seiner Freundin und seinem Sohn zurückkehren.

## Hintergrund
Die Dreharbeiten fanden in Albuquerque, New Mexico, USA, in New Mexico, USA und in Santa Fe, New Mexico, USA statt.
Der Film wurde international am 15. September 2000 veröffentlicht. In den USA erschien er am 14. Februar 2003 in den Kinos. Bis 16. März 2003 spielte er in den USA 449.482 US$ ein (am Eröffnungswochenende an 75 Filmtheatern ca. 200.000 US$).

## Besetzung und Synchronisation
| Schauspieler          | Rolle                                       | Synchronsprecher    |
| --------------------- | ------------------------------------------- | ------------------- |
| Richard T. Jones      | Avery Montgomery                            | Nicolas Böll        |
| Gabriel Casseus       | Cashmere                                    | Charles Rettinghaus |
| De’Aundre Bonds       | Dre                                         | Julien Haggége      |
| Sticky Fingaz         | Broadway                                    | Marcel Collé        |
| Master P              | Clean Up                                    | Dennis Schmidt-Foß  |
| Clifton Powell        | Malachi Young                               | Jan Spitzer         |
| David „Shark“ Fralick | Graffiti                                    | K. Dieter Klebsch   |
| Melissa De Sousa      | Krista, Avery’s Freundin                    | Bianca Krahl        |
| Bill Nunn             | Charles Pierce, RA und College-Talentsucher | Jürgen Kluckert     |
| Paulette Braxton      | Marisa Pierce, Anwältin                     | Nana Spier          |
| Courtney McLean       | Nuke                                        |                     |
| Anna Maria Horsford   | Saunders                                    |                     |
| Chrystale Wilson      | Dana                                        | Antje von der Ahe   |
| Mike Butters          | Barkley                                     | Jörg Döring         |
| Joe Torry             | Alize                                       | Simon Jäger         |
| Mary Evans            | Anderson                                    |                     |

## Kritiken
Kino.de wertete: „Hautnah inszenierte Intrigen und Bandenkämpfe, typischer Stoff für actiongeladene Genrefilme mithin, steht im Mittelpunkt eines sonstenfalls als kritisches Drama lackierten Black-Cinema-Knastepos. Hochqualifizierte schwarze Darsteller der 2. Riege füllen die üblichen Gitterklischees vom weisen, alten Mörder über den impulsiven Ghettokiller bis zum belesenen Unschuldslamm, während das Justizpersonal vornehmlich durch sadistische Inkompetenz glänzt. Hochglanz-B-Movie mit Stil und Durchschlagskraft, Genrefans greifen zu.“
ssl.ofdb.de meinte: Lockdown hat eine „konventionell gestrickte Story, die aber anhand der ausführlich und drastisch geschilderten Zustände im Gefängnis, deutlich in den Hintergrund gerät. Ohne die typischen leicht romantisch verklärten Kameradschaften im Gefängnis, ohne die sadistischen Wärter oder Direktoren und ohne den Finger in die Sozialwunde zu stecken, gelingt hier eine Schilderung eines Gefängnisalltages, der an Gewalt und Hoffnungslosigkeit nicht zu überbieten ist.“